# Liste der Bodendenkmäler in Landsberied
Auf dieser Seite sind die Bodendenkmäler in der oberbayerischen Gemeinde Landsberied zusammengestellt. Diese Tabelle ist eine Teilliste der Liste der Bodendenkmäler in Bayern. Grundlage ist die Bayerische Denkmalliste, die auf Basis des Bayerischen Denkmalschutzgesetzes vom 1. Oktober 1973 erstmals erstellt wurde und seither durch das Bayerische Landesamt für Denkmalpflege geführt wird. Die folgenden Angaben ersetzen nicht die rechtsverbindliche Auskunft der Denkmalschutzbehörde.

## Bodendenkmäler der Gemeinde Landsberied

### Bodendenkmäler in der Gemarkung Landsberied
| Lage                                 | Objekt | Akten-Nr.     | Bild           |
| ------------------------------------ | --- | ------------- | -------------- |
| Landsberied (Standort)               | Straße der römischen Kaiserzeit, Teilstück der Trasse Augsburg-Salzburg. Siehe auch: Römische Kaiserzeit                                                                          | D-1-7832-0067 |                |
| Landsberied Dorfstraße 13 (Standort) | Untertägige mittelalterliche und frühneuzeitliche Befunde im Bereich der Katholischen Filialkirche St. Johann Baptist in Babenried und ihres Vorgängerbaus. Siehe auch: Babenried | D-1-7832-0260 | weitere Bilder |
| Landsberied (Standort)               | Straße der römischen Kaiserzeit mit begleitenden Materialentnahmegruben, Teilstück der Trasse Augsburg-Salzburg.                                                                  | D-1-7833-0001 |                |
| Landsberied (Standort)               | Grabhügel vorgeschichtlicher Zeitstellung. | D-1-7833-0002 |                |
| Landsberied (Standort)               | Grabhügel mit Bestattungen des Endneolithikums (Schnurkeramik), der Hallstattzeit und der Latènezeit. Siehe auch: neolithikum, Hallstattzeit, Latènezeit                          | D-1-7833-0003 |                |
| Landsberied (Standort)               | Grabhügel mit Bestattungen der Hallstattzeit. | D-1-7833-0004 |                |
| Landsberied (Standort)               | Abschnittsbefestigung des frühen Mittelalters. | D-1-7833-0006 |                |
| Landsberied (Standort)               | Brandgräber der römischen Kaiserzeit. Siehe auch: Brandgrab | D-1-7833-0115 |                |
| Landsberied (Standort)               | Verebneter Grabhügel vorgeschichtlicher Zeitstellung. | D-1-7833-0126 |                |
| Landsberied (Standort)               | Verebneter Grabhügel vorgeschichtlicher Zeitstellung sowie Siedlung der römischen Kaiserzeit.                                                                                     | D-1-7833-0127 |                |
| Landsberied (Standort)               | Verebneter Grabhügel vorgeschichtlicher Zeitstellung. | D-1-7833-0128 |                |
| Landsberied (Standort)               | Villa rustica der römischen Kaiserzeit. Siehe auch: Villa rustica | D-1-7833-0261 |                |
| Landsberied (Standort)               | Grabhügel vorgeschichtlicher Zeitstellung. | D-1-7833-0401 |                |